# Рихтер, Сергей
Сергей Рихтер (ивр. סרגיי ריכטר‎; род. 23 апреля 1989, Харьков, Украинская ССР) — израильский стрелок, призёр Европейских игр.

## Биография
Родился в 1989 году в Харькове (Украинская ССР, СССР), вместе с родителями выехал в Израиль. Стрельбой занялся с 2002 года в рамках подготовки к службе в Армии обороны Израиля. В 2012 году принял участие в Олимпийских играх в Лондоне, где стал 9-м в стрельбе из пневматической винтовки с 10 м, и 44-м в стрельбе из малокалиберной винтовки лёжа с 50 м. В 2015 году стал призёром Европейских игр.

## Личная жизнь
Из семьи спортсменов. Женат, имеет детей.